# Cuesta Barriga
La Cuesta Barriga es un paso de montaña en la Cordillera de la Costa en la Región Metropolitana, Chile, entre las provincias de Talagante y Melipilla. 
Se ubica al suroriente de la comuna de Curacaví y al poniente de Padre Hurtado, inmediatamente al sur de la quebrada de La Plata. La Cuesta Barriga se eleva por sobre los 1000 m s. n. m. Esto, en conjunto con la abrupta pendiente de 70%, genera un mirador natural de amplio campo visual sobre los valles circundantes.

## Historia
En 1937 entró en servicio el camino Santiago-Valparaíso por la Cuesta Barriga, que desde 1955 permitía evitarla con el túnel Zapata. En 1970 se inauguró el túnel Lo Prado, de 2.886 metros de longitud, ubicado entre los kilómetros 21 y 24 de la ruta 68, que permitió evitar la cuesta Barriga, y acortar el viaje en al menos 45 minutos.
La Cuesta Barriga fue utilizada como lugar de ejecución y entierro en fosas de personas detenidas por la dictadura militar, identificándose restos de detenidos desaparecidos en sectores como quebrada La Mina y Mina Los Bronces. Actualmente existe un monumento conmemorativo en recuerdo de los ejecutados políticos en el lugar donde se encontraron los restos óseos de Jenny Barra, estudiante detenida y asesinada por agentes del Estado en 1977.